# Daniel Paul Schreber
Daniel Paul Schreber (ur. 25 lipca 1842 w Lipsku, zm. 14 kwietnia 1911 tamże) – niemiecki sędzia, autor opisu swoich przeżyć jako pacjenta z rozpoznaną chorobą psychiczną (dementia praecox). W książce Pamiętniki nerwowo chorego (Denkwürdigkeiten eines Nervenkranken) opisał nawrót choroby (1893–1902) i pokrótce nawiązał do pierwszego epizodu (1884–1885). Trzeci epizod choroby Schrebera (1907–1911) znany jest tylko z dokumentacji szpitalnej. Lekarzami Schrebera byli Paul Flechsig (Lipsk), Reginald Pierson (Lindenhof) i Guido Weber (Sonnenstein).
Książka Schrebera uznawana jest za jedną z najważniejszych w historii psychiatrii i psychoanalizy. W 1911 roku na jej podstawie interpretację przypadku autora przedstawił Sigmund Freud Do niej odnosili się m.in. Eugen Bleuler, Carl Gustav Jung, Melanie Klein, Jacques Lacan, Elias Canetti, Henry Zvi Lothane.
Historia Daniela Paula Schrebera jest też interpretowana w kontekście szkodliwych metod wychowawczych jego ojca, Moritza Schrebera, znanego lekarza i propagatora eksperymentalnych metod wychowawczych.